# Уренек
Уренек — река в России, протекает по Карсунскому району Ульяновской области. Правый приток реки Урень.

## География
Река Уренек берёт начало в лесах у нежилого посёлка Малиновский. Течёт на юго-запад серез село Теньковка, где сливается с рекой Уренек Медяновский. Впадает в Урень в селе Базарный Урень. Устье реки находится в 26 км по правому берегу реки Урень. Длина реки — 23 км, площадь водосборного бассейна — 146 км².

## Данные водного реестра
По данным государственного водного реестра России относится к Верхневолжскому бассейновому округу, водохозяйственный участок реки — Сура от Сурского гидроузла и до устья реки Алатырь, речной подбассейн реки — Сура. Речной бассейн реки — (Верхняя) Волга до Куйбышевского водохранилища (без бассейна Оки).